# Campionat d'Espanya de trial 1978
La temporada de 1978 del Campionat d'Espanya de trial fou l'11a edició d'aquest campionat, organitzat per la Reial Federació Motociclista Espanyola. El calendari oficial constava de 8 proves puntuables. 5 de les proves programades es disputaren als Països Catalans: Trial d'Olot, Trial de Torelló, Trial de València, Trial d'Ibi i Trial de Cambrils (la darrera prova, el 12 de novembre). El Trial de Reis, disputat el 29 de gener, puntuava només per al Trofeu Sènior.

## Classificació final
| Posició | Pilot            | Motocicleta | Punts |
| ------- | ---------------- | ----------- | ----- |
| 1       | Toni Gorgot      | Bultaco     | 94    |
| 2       | Manuel Soler     | Bultaco     | 84    |
| 3       | Jaume Subirà     | Montesa     | 79    |
| 4       | Albert Juvanteny | OSSA        | 63    |
| 5       | Miquel Cirera    | Montesa     | 58    |
| 6       | Joaquim Abad     | OSSA        | 35    |
| 7       | Martí Terra      | Bultaco     | 26    |
| 8       | Josep Jo         | Montesa     | 17    |
| 9       | Pere Ollé        | Montesa     | 17    |
| 10      | Xavier Cucurella | Bultaco     | 16    |

## Categories inferiors
Font:

### Trofeu Sènior
| Posició | Pilot            | Motocicleta | Punts |
| ------- | ---------------- | ----------- | ----- |
| 1       | Josep Casademont | Montesa     | 66    |
| 2       | Jordi Cabané     | Montesa     | 58    |
| 3       | Gabriel Riera    | Montesa     | 46    |

### Copa Júnior
| Posició | Pilot                | Motocicleta |
| ------- | -------------------- | ----------- |
| 1       | Felipe Chaves        | Bultaco     |
| 2       | Francesc Xavier Solà | OSSA        |
| 3       | Francesc Climent     | Montesa     |